# U-309
U-309 — средняя немецкая подводная лодка типа VIIC времён Второй мировой войны.

## История
Заказ на постройку субмарины был отдан 5 июня 1941 года. Лодка была заложена 24 января 1942 года на верфи Флендер-Верке, Любек, под строительным номером 309, спущена на воду 5 декабря 1942 года. Лодка вошла в строй 27 января 1943 года под командованием оберлейтенанта Ганса-Герта Мархольца.

### Командиры
- 27 января 1943 года — август 1944 года оберлейтенант цур зее Ганс-Герт Мархольц
- август 1944 — 16 февраля 1945 года оберлейтенант цур зее Герберт Лёдер

### Флотилии
- 27 января — 31 июля 1943 года — 8-я флотилия (учебная)
- 1 августа — 31 октября 1943 года — 11-я флотилия
- 1 ноября 1943 года — 1 октября 1944 года — 9-я флотилия
- 1 октября 1944 года — 16 февраля 1945 года — 33-я флотилия

### История службы
Лодка совершила 11 боевых походов. Торпедировала одно судно водоизмещением 7219 брт, которое после повреждений не восстанавливалось. Потоплена 16 февраля 1945 года в Северном море, в районе с координатами 58°09′ с. ш. 02°23′ з. д. глубинными бомбами с канадского фрегата HMCS St. John. 47 погибших (весь экипаж). Эта лодка была оснащена шноркелем. Остов лодки был обнаружен в начале 2001 года у восточного побережья Шотландии.